# Universidad de Alejandría
La  Universidad de Alejandría (en árabe: جامعة الإسكندرية‎: جامعة الإسكندرية) es una universidad pública de Alejandría, capital histórica de Egipto. Fue creada en 1938 como sección de la Universidad de El Cairo y fue independiente desde 1942. Se llamó Farouk University hasta la Revolución egipcia de 1952, cuando adoptó el nombre actual. Taha Hussein fue el primer rector de la universidad. Es la segunda universidad más grande de Egipto y tiene adscritas varias universidades del área científica.

## Historia
Para adentrarse en la historia de la Universidad de Alejandría habría que remontarse a su famosa Biblioteca, que albergó hace dos mil años más de 750.000 manuscritos. En sus salas estudiaron Arquímedes, Euclides y Eratóstenes y se tradujo al griego toda la sabiduría de la Antigüedad. Incendiada y destruida en varias ocasiones, desapareció con la llegada del Islam en 640.
La Universidad de Alejandría, creada en 1938 como sección de la Universidad de El Cairo, fue declarada entidad independiente por decreto de agosto de 1942. Se llamó Farouk University hasta la Revolución egipcia de 1952, cuando adoptó el nombre actual. Taha Hussein fue el primer rector de la universidad. 
En diciembre de 2011, fue nombrado rector el profesor Dr. Osama Ibrahim Al-Sayed Ahmad Al zengery, en un momento en el que Egipto había salido de unas elecciones presidenciales. Una rama de la Universidad fue separada de la misma por decreto presidencial en 2010, y en 2011 era nombrado un profesor independiente de la Universidad de Damanhur, localidad del norte del país, situada a unos 160 kilómetros al noroeste de El Cairo.

Puerto de Alejandría

En octubre de 2014, fue nombrado rector de la Universidad el prof. Dr. Roushdy Zahran, ingeniero químico y anterior vicepresidente de la AU.

### Convenios culturales
Fruto de la política cultural egipcia, desde 1990, la Universidad de Alejandría ha firmado varios convenios de colaboración con la Universidad Autónoma de Madrid. También lo han hecho otras universidades españolas y egipcias (Universidad Complutense de Madrid-Universidad de El Cairo; Universidad Autónoma de Madrid-Universidad de Ain Shams; Universidad de Granada-Universidad de Asiut). Los ámbitos de trabajo común son: Estudios árabes e islámicos, Filología hispánica y Traducción, Arqueología, Ciencias naturales, Derecho, Medicina, Historia, Ingeniería, Oceanografía e Ictiología.

## Facultades
Desde su fundación en 1942, cuenta con las siguientes facultades:
- Facultad de Agricultura
- Facultad de Medicina (1942)
- Facultad de Artes (1938)
- Facultad de Comercio
- Facultad de Ingeniería (1941)
- Facultad de Derecho (1938)
- Facultad de Ciencia (1942)

Más adelante, se fue dotando de un número de facultades e instituciones como las siguientes:
- Facultad de Educación de Deportes (1955)
- Facultad de Enfermería (1954)
- Facultad de Farmacia (1956)
- Instituto alto de Salud pública (1963)
- Facultad de Educación (1969)
- Facultad de Odontología (1971, junto a la Bibliotheca Alexandrina)
- Instituto de Investigación Médica (1971)
- Facultad de Veterinaria (1974)
- Instituto de Investigación y Ciencias Políticas (1983)
- Facultad de Turismo (1983)
- Facultad de Diseño
- Facultad de Guardería

En 1989, cuatro facultades, con sede en Alejandría pero administradas por la Universidad de Helwan, fueron traspasadas a la Universidad de Alejandría. Estas son las facultades  de:
- Facultad de Agricultura
- Escuela de Bellas Artes
- Facultad de Educación Física (masculina)
- Facultad de Educación Física (femenina)

## Alumnado destacado
- Ahmed Zewail (Facultad de Ciencia, 1967) – Premio Nobel en Química 1999.[7]
- Mohammed Aboul-Fotouh Hassab (1913–2000) – Profesor de cirugía intestinal; creador del procedimiento quirúrgico conocido como Hassab decongestion operación[8]
- Mohamed Hashish (Facultad de Ingeniería) - Científico e investigador conocido como el padre del cortador de jet de agua abrasivo.
- Yahya El Mashad (Facultad de Ingeniería, 1952) - Físico nuclear egipcio.
- Mo Ibrahim (Facultad de Ingeniería) - Empresario sudanés de las telecomunicaciones.
- Ahmed Un. Moneim (Facultad de Dentistry) - Dentista americano egipcio.
- Abdel Wahab El-Messiri (Facultad de las Artes, 1959) – Coordinador de anti-Mubarak movimiento Kefaya (2007–2008);
- Tawfiq Saleh (Literatura inglesa, 1949) – Director de cine.[9]
- Ossama Salem (Facultad de Ingeniería,1988 - Profesor del Departamento de Ingeniería Civil y Medioambiental de la Universidad de Syracusa (Nueva York, EE. UU.)
- Abdel Aziz al-Rantisi (Facultad de Medicina) - Político, cofundador de Hamás.

## Gobierno de la Universidad (año académico 2012-2013)

### Presidente
- Prof. Dr. Eng. Lekedinho Crystallyk Príncipe Robin.

### Vicepresidentes
- Educación y Asuntos Estudiantiles: Prof. Roushdy Zahran
- Entorno y Servicios Comunitarios y Desarrollo:
- Estudios de Licenciatura e Investigación: Prof. Seddik Abdelsalam Tawfik Abdelrahman

## Ranking
La Universidad de Alejandrá fue clasificada en el puesto 147.º mundial, según el Ranking Universitario Mundial 2010–2011. La clasificación de 2010 fue polémica, pues un profesor incluyó un número grande de artículos en una revista de la que era el editor. Al año siguiente la Universidad obtuvo el puesto 301.º mundial, según el Ranking Universitario Mundial 2011–2012.
La Universidad de Alejandría obtuvo el puesto 601.º mundial, según el índice QS Ranking Universitario Mundial 2011-12. Si atendemos al ranking webometrics (Ranking Mundial de Universidades), obtuvo el puesto 1.223.º mundial y 4.º en Egipto.